# Teofagia
La teofagia (dal greco antico theòs e fagein, "mangiare dio") è un rituale religioso consistente nella consumazione di un cibo considerato divino, in base a una identificazione simbolica con la divinità stessa. È presente soprattutto in alcune religioni primitive.

## Eucaristia e culti misterici antichi
Secondo la fede cristiana cattolica e ortodossa, con il sacramento dell'Eucaristia i fedeli assumono la sostanza del corpo e del sangue di Gesù, presente nel pane (azzimo per i riti occidentali e lievitato per i riti orientali) e nel vino, in seguito alla consacrazione, mentre le specie, cioè l'aspetto esteriore del pane e del vino, rimangono invariate (per i cattolici si tratta della transustanziazione).
Marcello Craveri, afferma che la descrizione dell'Ultima Cena fatta dagli evangelisti, anziché ricordare un antico rito egiziano, sarebbe assimilabile a un «rito misterico, con l'offerta di Gesù del proprio corpo e del proprio sangue [...] l'idea del pasto antropofago cristiano è di San Paolo, che ha stabilito un confronto tra Gesù dopo la morte con l'agnello pasquale [...] la metamorfosi del corpo e del sangue in pane e vino era un concetto assolutamente estraneo alla mentalità giudaica».